# 下地町 (沖縄県)
下地町（しもじちょう）は、沖縄県宮古郡にあった町。
2005年に平良市・城辺町・上野村が合併し宮古島市となり消滅。町役場は上地に置かれ、合併後は宮古島市役所下地庁舎となった。

## 地理
- 宮古島の南西部と来間島から成る。宮古島と来間島は来間大橋によって結ばれている。

## 隣接していた自治体
現在はいずれも宮古島市
- 平良市
- 宮古郡：上野村（1948年7月までは下地村内の一部だった）
1948年7月までの上野村分村前は城辺町が隣接していた。

## 歴史
- 明治末期まで下地町域は下地間切だった。
- 1908年4月1日　島嶼町村制により下地村となる。
- 1938年2月18日　宮国で竜巻が発生。家屋4戸全壊、8戸半壊[1]。
- 1948年8月1日　東部の宮国・野原・新里・嘉手苅の一部が上野村として分村。
- 1949年1月1日　町に昇格し下地町となる。
- 1995年　来間島とを結ぶ来間大橋が開通。農道橋としては日本一の長さとなる。
- 2005年10月1日　平良市・城辺町・上野村と合併、宮古島市となり消滅。

## 姉妹都市
★白川町(岐阜県)2004年姉妹都市締結

## 現在の宮古島市下地地域

### 道路
- 国道390号
- 沖縄県道190号平良新里線
- 沖縄県道191号与那覇上地線
- 沖縄県道197号嘉手苅屋原線
- 沖縄県道200号川満山中線
- 沖縄県道235号保良上地線
- 沖縄県道243号高野西里線
- 沖縄県道246号城辺下地線

### 港湾
- 来間・前浜港

### 教育
- 宮古島市立下地中学校
- 宮古島市立下地小学校
- 宮古島市立来間小中学校（来間島）

## 名所・旧跡・祭事
- 来間井

## 関連事項
- 沖縄県の廃止市町村一覧